# روبرت غوف، بارون غوف من تشيفلي
روبرت غوف، بارون غوف من تشيفلي (بالإنجليزية: Robert Goff, Baron Goff of Chieveley)‏ (و. 1926 – 2016 م) هو سياسي، وقاضٍ  بريطاني، ولد في بيرثشاير، كان عضوًا في الأكاديمية البريطانية، توفي في كامبريدج، عن عمر يناهز 90 عاماً.

## مناصب
تولى منصب
- عضو مجلس اللوردات  [لغات أخرى]‏
- عضو المجلس الخاص بالمملكة المتحدة  [لغات أخرى]‏

.

## التعليم
تعلم في كلية إيتون، وتعلم في كلية نيو كوليج، وتعلم في St Aubyns School ‏
.

## جوائز
حصل على جوائز منها:
- نيشان استحقاق صليب الضباط لجمهورية ألمانيا الاتحادية
- زميل الأكاديمية البريطانية
- لقب فارس